# Rhynchotus
Genre
Rhynchotus est un genre d'oiseaux qui comprend deux espèces appartenant à la famille des Tinamidae. Les deux genres se trouvent en Amérique du Sud.

## Liste des espèces
Selon la classification de référence du Congrès ornithologique international (version 15.1, 2025) :
- Rhynchotus rufescens (Temminck, 1815) – Tinamou isabelle ;
- Rhynchotus maculicollis Gray, GR, 1867 – Tinamou huayco.